# Auffreville-Brasseuil
Auffreville-Brasseuil là một xã thuộc tỉnh Yvelines, trong vùng Île-de-France, Pháp.
Người dân địa phương trong tiếng Pháp gọi là Auffrevillois.
Auffreville-Brasseuil có cự ly 4 km về phía nam của Mantes-la-Jolie trong thung lũng sông Vaucouleurs. Các xã giáp ranh là: Mantes-la-Ville về phía bắc, Soindres về phía tây, Breuil-Bois-Robert về phía đông và Vert về phía nam.

## Biến động dân số
| 1793 | 1800 | 1806 | 1821 | 1831 | 1836 | 1841 | 1846 | 1851 |
| ---- | ---- | ---- | ---- | ---- | ---- | ---- | ---- | ---- |
| 294  | 279  | 235  | 242  | 243  | 249  | 253  | 251  | 241  |

| 1856 | 1861 | 1866 | 1872 | 1876 | 1881 | 1886 | 1891 | 1896 |
| ---- | ---- | ---- | ---- | ---- | ---- | ---- | ---- | ---- |
| 219  | 204  | 216  | 239  | 248  | 203  | 211  | 191  | 218  |

| 1901 | 1906 | 1911 | 1921 | 1926 | 1931 | 1936 | 1946 | 1954 |
| ---- | ---- | ---- | ---- | ---- | ---- | ---- | ---- | ---- |
| 222  | 234  | 207  | 193  | 220  | 272  | 291  | 258  | 303  |

| 1962                                         | 1968 | 1975 | 1982 | 1990 | 1999 | - | - | - |
| -------------------------------------------- | ---- | ---- | ---- | ---- | ---- | - | - | - |
| 326                                          | 338  | 445  | 454  | 560  | 586  | - | - | - |
| Số liệu kể từ 1962 : dân số không tính trùng |      |      |      |      |      |   |   |   |

## Hành chính

### Les maires d'Auffargis
| Danh sách các thị trưởng               |           |               |      |         |
| Giai đoạn                              | Giai đoạn | Tên           | Đảng | Tư cách |
| tháng 3 năm 2001                       | 2008      | Serge Ancelot |      |         |
| mars 2008                              | 2014      | Serge Ancelot |      |         |
| Tất cả các dữ liệu trước đây không rõ. |           |               |      |         |